# Tobey Maguire
Tobias Vincent Maguire (* 27. června 1975 Santa Monica, USA) je americký herec, režisér, scenárista, a producent. Svou hereckou kariéru začal v devadesátých letech na televizních obrazovkách v několika sitcomech. Na vrchol ho vystřelila role Spider-Mana ve stejnojmenné trilogii. V dalších letech těžil především z popularity Spider-Mana, ke které se připojily úspěchy z filmů jako Velký Gatsby nebo Bratři.
Mezi jeho nejznámější role patří Peter Parker / Spider-Man nebo také Nick Carraway. Postavu Spider-Mana ztvárnil ve čtyřech filmech – Spider-Man, Spider-Man 2, Spider-Man 3 a Spider-Man: Bez domova. Byl mnohokrát nominován na ceny Zlatý glóbus a Screen Actors Guild, získal dvě ceny Saturn, včetně kategorie za nejlepšího herce. V roce 2012 založil produkční společnost Material Pictures a kromě hraní se tak věnuje i produkci.

## Životopis
Je synem sekretářky a kuchaře. Jeho rodiče se rozvedli, když mu byly 2 roky. Vyrůstal v Oregonu, Washingtonu, Britské Kolumbii a jižní Kalifornii. Když mu bylo 13 let, poprvé vystoupil v televizi v show Rodneyho Dangerfielda, díky čemuž získal průkazku hereckých odborů. Do roku 1992 dostával pouze malé role.

### 1992–2000
V roce 1992 získal hlavní roli v americkém sitcomu Ohromný Scott (Great Scott), kde si zahrál teenagera s přebujelou fantazií Scotta Melroda a ve které bavil diváky několik let. Poté již následovaly velké role ve filmech jako Ledové bouře, nebo Městečko Pleasantville. Do povědomí filmových diváků se výrazně zapsal hlavní rolí v úspěšném filmu Pravidla moštárny. Dále hrál ve filmech Strach a hnus v Las Vegas a Skvělí chlapi. Během mnoha svých konkurzů se Maguire ocitl v konkurzu na role proti jinému stoupajícímu herci, Leonardovi DiCapriovi. Rychle se stali přáteli a vytvořili neformální smlouvu, aby si navzájem pomohli dostat se do některých filmů / televizních pořadů / dalších projektů. Oba se například objevili v televizním seriálu z roku 1990 založeném na komedii Parenthood v roce 1989. DiCaprio byl obsazen a Maguire později získal hostující roli.

### 2001–2010

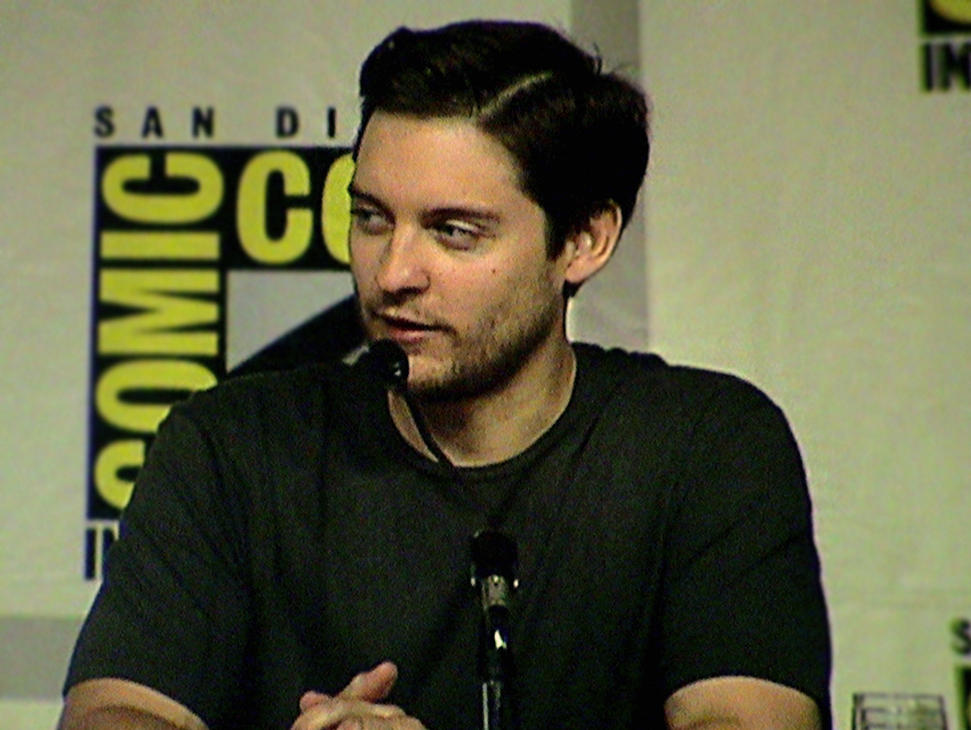
Při propagaci filmu Spider-Man 3, San Diego, 2006

V roce 2001 si Tobey Maguire zahrál ve filmu Jako kočky a psi. Poté přišel zlom jeho kariéry – režisér Sam Raimi ho obsadil do role Petera Parkera / Spider-Mana do připravovaného filmu Spider-Man. Film Spider-Man vešel do kin roku 2002 a dočkal se velkého úspěchu a Tobey zaznamenal velkou vlnu popularity. O dva roky později si roli pavoučího hrdiny zopakoval v sequelu Spider-Man 2, který zaznamenal ještě větší úspěch než první film. Naposledy si roli Spider-Mana zahrál roku 2007, ve filmu Spider-Man 3. Snímek s horší kritikou ale rekordní návštěvností uzavřel pavoučí trilogii. Původně plánovaný čtvrtý díl byl z produkčních důvodu zrušen.
Tobey se díky Spider-Manovi stal známým a žádaným hercem. V roce 2009 ztvárnil hlavní roli ve válečném krimi thrilleru Bratři, za který získal několik hereckých cen. O několik let později Tobey řekl: „Po třetím Spider-Manovi mi chodilo hodně filmových nabídek. Dvakrát dokonce přišla nabídka na komiksový film, ale já si pečlivě vybíral filmy, do kterých jsem šel. Proto jich také nebylo každý rok pět.“
V roce 2009 moderoval zábavnou show Vstupte a užasněte.

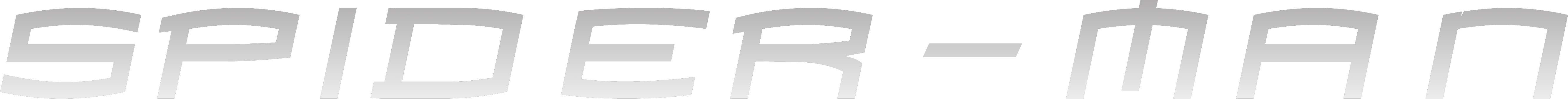
Logo filmů o Spider-Manovi

### 2011–2017
V roce 2011 měl premiéru snímek The Crusaders. Film, ve kterém Tobey hrál jednu z hlavních rolí, pojednával o příběhu závodního koně. O rok později založil produkční firmu Material Pictures, která produkovala některé filmy a pozdější Tobeyho režisérské počiny. V roce 2013 si odbyl premiéru očekávaný snímek Velký Gatsby, ve kterém si v hlavní roli zahrál s Leonardem Di Capriem. Snímek se dočkal značného diváckého úspěchu. Krátce poté začalo natáčení dramatu Tah pěšcem. Tobey zde ztvárnil hlavní roli – geniálního šachistu Bobbyho Fischera. Snímek si vysloužil značné kritické uznání.
V roce 2017 veřejně pochválil výkon Toma Hollanda jako Spider-Mana ve filmu Spider-Man: Homecoming, v témže roce nadaboval hlavní postavu animovaného filmu Mimi šéf.

### 2018–současnost
Několik let se Tobey věnoval hlavně produkci a režii filmů, takže od roku 2017 nepřijímal žádné filmové nabídky. K hraní na plátně se vrátil až v roce 2021 ve filmu Spider-Man: Bez domova, kde si po čtrnácti letech znovu zahrál Spider-Mana. O rok později si zahrál v televizním dramatu Babylon a v seriálu Extrapolations.

## Osobní život
Tobey byl od roku 1992 vegetarián; v roce 2009 se stal veganem. PETA jej v roce 2002 označila jako „Nejatraktivnějšího vegetariána na světě“. Od svých 19 let je střízlivý – k tomuto rozhodnutí došel poté, co se ve svých pozdních teenagerských letech setkal s „nějakými potížemi“ s alkoholem.
V roce 2003, během natáčení filmu Seabiscuit, se poznal s designérkou šperků Jennifer Meyerovou. V roce 2006 se zasnoubili. Jejich dcera se narodila v listopadu 2006. Maguire a Meyerová se vzali 3. září 2007 ve městě Kona na Hawaii. Jejich syn se narodil v květnu 2009. Své odloučení pár oznámil 18. října 2016, po devíti letech manželství. V roce 2017 se pak oficiálně rozvedli.

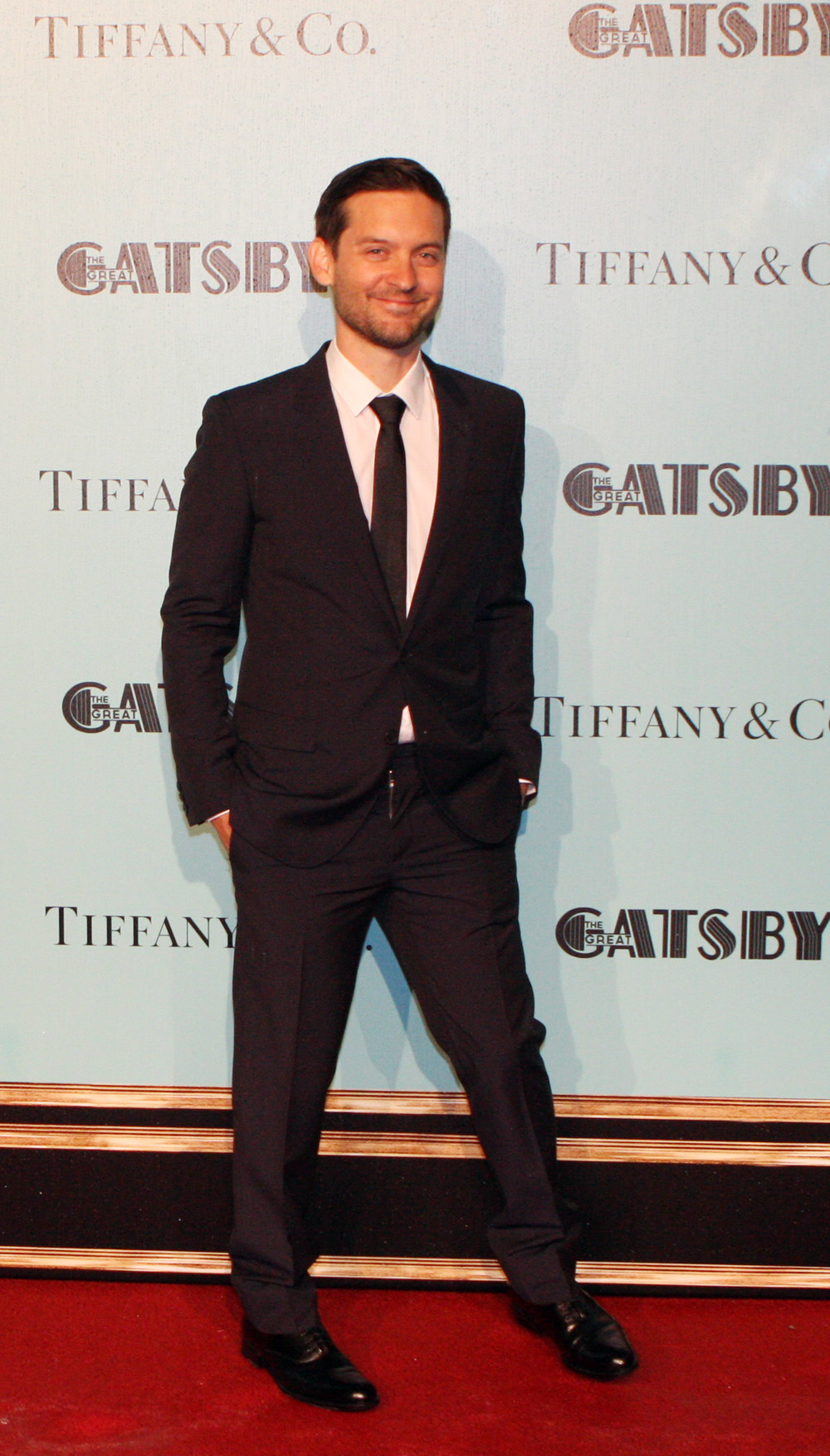
Tobey Maguire na premiéře snímku Velký Gatsby, 2013

Po ztvárnění Petera Parkera (Spider-Mana) ve třech celovečerních filmech se stal mezinárodně známou hvězdou a léta se těšil obrovské mediální pozornosti. Dle jeho vlastních slov ho to ale vyčerpávalo a bylo to jedním z důvodů, proč odmítal další nabídky na velké blockbustery. V posledních letech se věnoval zejména produkci a režii, hraní v celovečerních filmech se záměrně vyhýbal.
Po čtyřleté pauze se nakonec rozhodl pro návrat na filmová plátna – v roce 2022 si zahrál v akčním dramatu Babylon.

## Filmografie

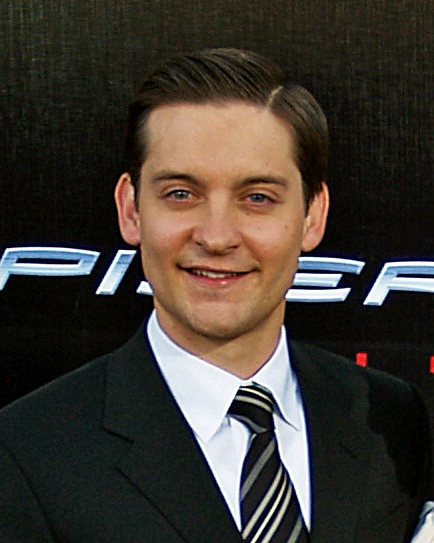
Tobey Maguire v New Yorku na premiéře filmu Spider-Man 3 (2007)

### Film
| Rok  | Název                           | Role                             | Poznámky |
| ---- | ------------------------------- | -------------------------------- | -------- |
| 1989 | The Wizard                      | Todd Holand                      |          |
| 1992 | Ohromný Scott                   | Scott                            |          |
| 1993 | Dospívání po americku           | Chuck Bolger                     |          |
| 1994 | Do háje, no a co                | Al                               |          |
| 1996 | Duke of Groove                  | Rich Cooper                      |          |
| 1997 | Ledová bouře                    | Paul Hood                        |          |
| 1997 | Pozor na Harryho                | Harvey Stern / Harryho charakter |          |
| 1998 | Pleasantville: Městečko zázraků | David                            |          |
| 1998 | Strach a hnus v Las Vegas       | Hitchhiker                       |          |
| 1999 | Pravidla moštárny               | Homer Wells                      |          |
| 1999 | Jízda s ďáblem                  | Jake Roedel                      |          |
| 2000 | Pleasantville: Městečko zahad   | David                            |          |
| 2000 | Skvělí chlapi                   | James Leer                       |          |
| 2001 | Don's Plum                      | Ian                              |          |
| 2001 | Jako kočky a psi                | Bígl Lou                         |          |
| 2002 | Spider-Man                      | Spider-Man / Peter Parker        |          |
| 2003 | Seabiscuit                      | Red Pollard                      |          |
| 2004 | Spider-Man 2                    | Spider-Man / Peter Parker        |          |
| 2006 | Berlínské spiknutí              | Patrick Tully                    |          |
| 2007 | Spider-Man 3                    | Spider-Man / Peter Parker        |          |
| 2008 | Tropická bouře (film)           | Tropic Thunder                   |          |
| 2009 | Bratři                          | Sam Cahill                       |          |
| 2011 | The Crusaders                   | Jack Greenberg                   |          |
| 2011 | The Details                     | Jeff Lang                        |          |
| 2013 | Velký Gatsby                    | Nick Carraway                    |          |
| 2014 | Prodloužený víkend              | starý Henry Weeler               |          |
| 2014 | Tah pěšcem                      | Bobby Fischer                    |          |
| 2017 | Mimi šéf                        | Vypravěč                         |          |
| 2021 | Spider-Man: Bez domova          | Spider-Man / Peter Parker        |          |
| 2022 | Babylon                         | Irving Thalberg                  |          |

### Televize
| Rok  | Název                 | Role           |           |
| ---- | --------------------- | -------------- | --------- |
| 1988 | Rodney Dangerfield    | sám sebe       |           |
| 2009 | Vstupte a užasněte    | sám sebe       | moderátor |
| 2014 | The Spoils of Babylon | Dirk Snowfield |           |
| 2022 | Extrapolations        | bude oznámeno  |           |

### Produkce
| Rok  | Název                    | Poznámky   |
| ---- | ------------------------ | ---------- |
| 2002 | 25. hodina               |            |
| 2011 | Síla country             |            |
| 2011 | Vendeta                  |            |
| 2012 | Rock of Ages             |            |
| 2014 | Krvavé peníze            |            |
| 2014 | Tah pěšcem               |            |
| 2015 | Z for Zachariah          |            |
| 2016 | Pátá vlna                |            |
| 2019 | Get Duked!               |            |
| 2019 | The Best of Enemies      |            |
| 2019 | Brittany Runs a Marathon |            |
| 2020 | The Violent Heart        |            |
| 2022 | Blood on Snow            | také režie |

### Videohry
| Rok  | Název        | Role                      | Poznámky         |
| ---- | ------------ | ------------------------- | ---------------- |
| 2002 | Spider-Man   | Peter Parker / Spider-Man | hlas do videohry |
| 2004 | Spider-Man 2 | Peter Parker / Spider-Man | hlas do videohry |
| 2007 | Spider-Man 3 | Peter Parker / Spider-Man | hlas do videohry |